# جفری استار کازمتیکس
جفری استار کازمتیکس (انگلیسی: Jeffree Star Cosmetics) یک شرکت لوازم آرایشی آمریکایی است که توسط موسیقیدان و شخصیت اینترنتی جفری استار تأسیس شده است.